# Agnès de Frumerie
Agnès de Frumerie (Agnes Augusta Emilia Eleonora Frumerie née Kjellberg) (20 de novembre de 1869, Skövde, Suècia - 1937, Estocolm) va ser una artista, escultora i ceramista sueca. Se la considera la primera ceramista en vidre sueca i un exponent destacat del Art nouveau.

## Biografia
Filla de la pianista Sophie Kjellberg i l'agrònom Axel Uddmann va estudiar a l'Acadèmia d'Art d'Estocolm entre 1886-1890, va guanyar la beca reial, sent la primera dona sueca a beneficiar-se amb una beca per estudiar tres anys a l'exterior. Va usar breument el nom Kjellberg-Uddmann.
Es va perfeccionar a Berlín, Alemanya, amb Otto Lesinget, a Itàlia i París on va viure entre 1892 i 1923, allí va conèixer a Auguste Rodin, Eduard Munch, Claude Debussy, Paul Gauguin i va abraçar el moviment simbolista col·laborant amb els ceramistes Adrien Dalpayrat i Edmond Lachenal.
Va participar sovint en el Saló de París i els francesos la consideren una escultora francesa. En 1893 era membre de la Société nationale des Beaux-Arts de París.
Es va casar el 1893 amb el capità Gustav de Frumerie (1849-1936) vint anys major que ella i que després es va convertir en metge resident a París. L'any 1895 va fer un bust de August Strindberg i el 1914 en esclatar la Primera Guerra Mundial va tornar a Suècia instal·lant-se en la seva residència de Danderyd, va ser presidenta de l'Associació d'Artistes entre 1915-17.
Va viure novament a París entre 1918-26 quan va tornar definitivament a la seva pàtria. Quan el seu espòs va morir el 1936, va deixar la seva residència, avui museu i va passar el seu últim any a Estocolm.
Posseeixen les seves obres, entre d'altres, museus de Suècia, França, Estats Units i Argentina.

## Obres (selecció)

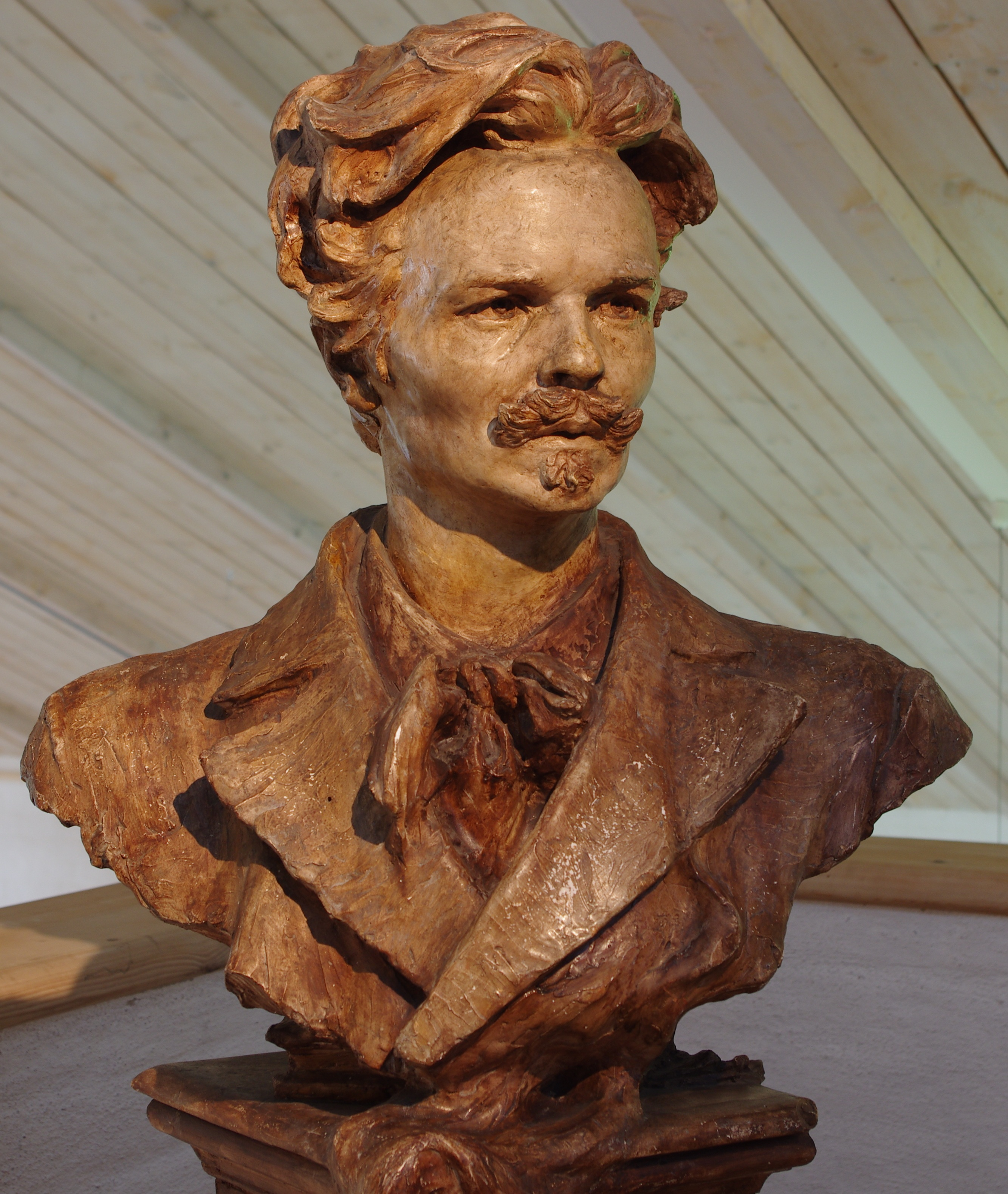
August Strindberg, escultura (1895)
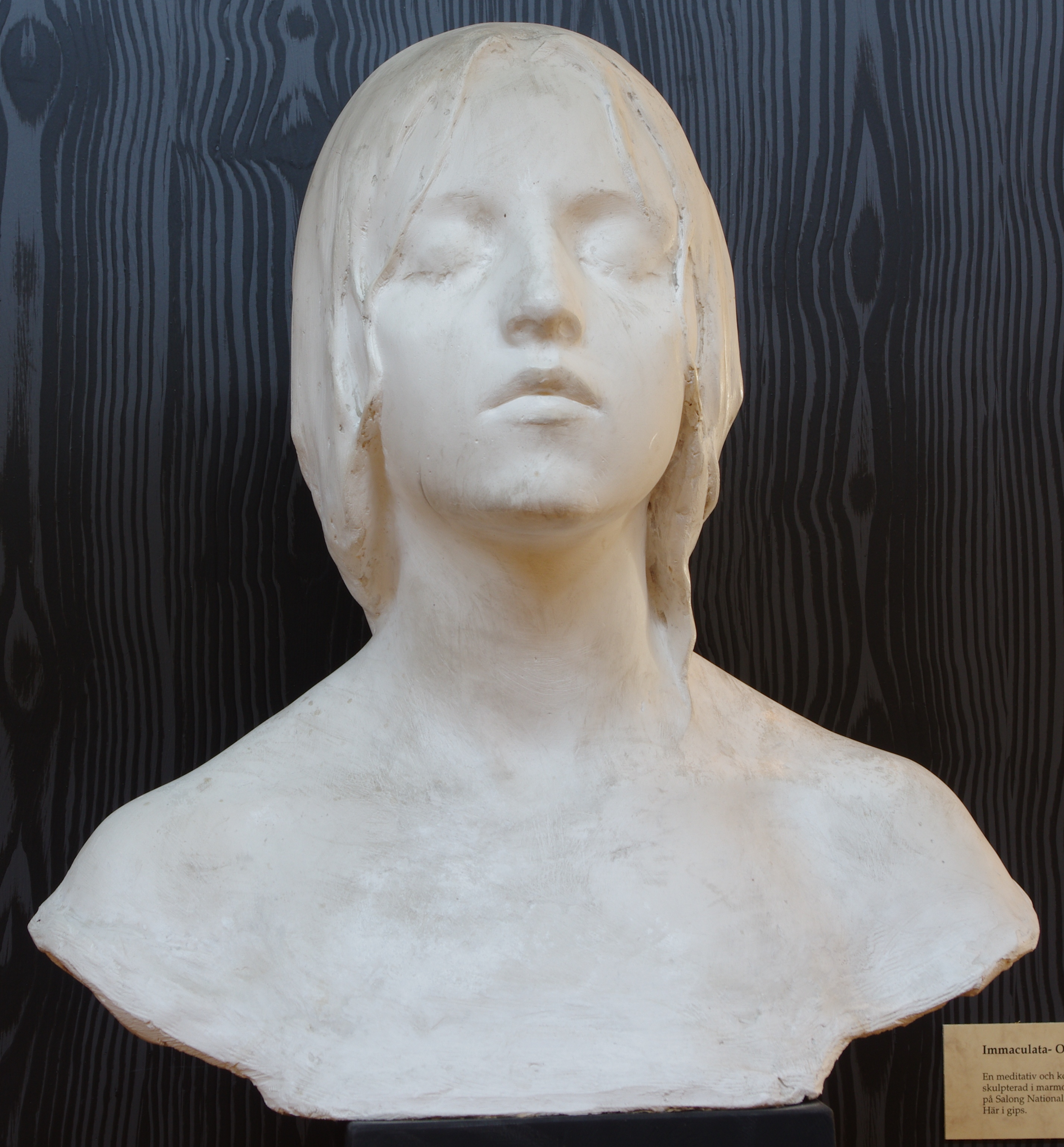
Immaculata, escultura (1897)
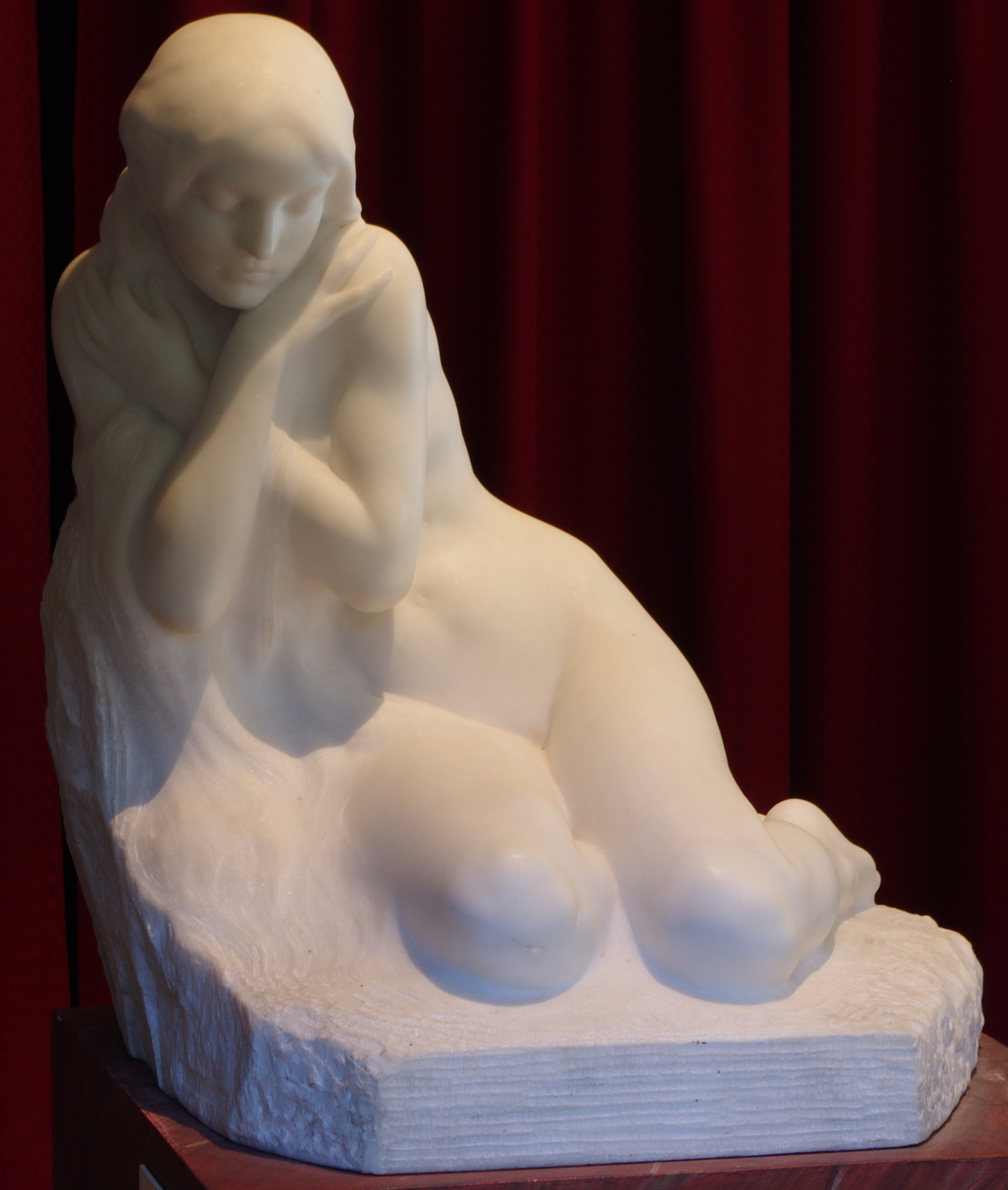
Jag fryser, escultura (1921)